# Vilar Chão (Alfândega da Fé)
Vilar Chão is een plaats (freguesia) in de Portugese gemeente Alfândega da Fé en telt 326 inwoners (2001).